# Rollstuhlcurling-Weltmeisterschaft
Die Rollstuhlcurling-Weltmeisterschaft ist ein jährlich stattfindendes Turnier, außer in der Paralympic-Saison, um die besten Rollstuhlcurling-Teams zu ermitteln. 

## Weltmeisterschaft
| Nr. | Jahr         | Austragungsort               | Gold                | Silber              | Bronze                     |
| --- | ------------ | ---------------------------- | ------------------- | ------------------- | -------------------------- |
| 1   | 2002 Details | Sursee (Schweiz)             | Schweiz             | Kanada              | Schottland                 |
| 2   | 2004 Details | Sursee (Schweiz)             | Schottland          | Schweiz             | Kanada                     |
| 3   | 2005 Details | Glasgow (Schottland)         | Schottland          | Dänemark            | Schweiz                    |
| 4   | 2007 Details | Sollefteå (Schweden)         | Norwegen            | Schweiz             | Schottland                 |
| 5   | 2008 Details | Sursee (Schweiz)             | Norwegen            | Südkorea            | Vereinigte Staaten         |
| 6   | 2009 Details | Vancouver (Kanada)           | Kanada              | Schweden            | Deutschland                |
| 7   | 2011 Details | Prag (Tschechien)            | Kanada              | Schottland          | Norwegen                   |
| 8   | 2012 Details | Chuncheon (Südkorea)         | Russland            | Südkorea            | Volksrepublik China        |
| 9   | 2013 Details | Sotschi (Russland)           | Kanada              | Schweden            | Volksrepublik China        |
| 10  | 2015 Details | Lohja (Finnland)             | Russland            | Volksrepublik China | Finnland                   |
| 11  | 2016 Details | Luzern (Schweiz)             | Russland            | Norwegen            | Südkorea                   |
| 12  | 2017 Details | Gangneung (Südkorea)         | Norwegen            | Russland            | Schottland                 |
| 13  | 2019 Details | Stirling (Schottland)        | Volksrepublik China | Schottland          | Südkorea                   |
| 14  | 2020 Details | Wetzikon (Schweiz)           | Russland            | Kanada              | Schweden                   |
| 15  | 2021 Details | Peking (Volksrepublik China) | Volksrepublik China | Schweden            | Russian Curling Federation |
| 16  | 2023 Details | Richmond (Kanada)            | Volksrepublik China | Kanada              | Schottland                 |
| 17  | 2024 Details | Gangneung (Südkorea)         | Norwegen            | Kanada              | Volksrepublik China        |

### Medaillenspiegel
Nach 17 Weltmeisterschaften (Stand 2024)
| Platz | Land                | Gold | Silber | Bronze | Gesamt |
| ----- | ------------------- | ---- | ------ | ------ | ------ |
| 1     | Norwegen            | 4    | 1      | 1      | 6      |
| 2     | Russland            | 4    | 1      | -      | 5      |
| 3     | Kanada              | 3    | 4      | 1      | 8      |
| 4     | Schottland          | 2    | 2      | 3      | 7      |
| 5     | Schweiz             | 1    | 2      | 1      | 4      |
| 6     | Volksrepublik China | 1    | 1      | 3      | 5      |
| 7     | Südkorea            | –    | 2      | 2      | 4      |
| 8     | Schweden            | –    | 2      | 1      | 3      |
| 9     | Dänemark            | –    | 1      | –      | 1      |
| 10    | Deutschland         | –    | –      | 1      | 1      |
|       | Finnland            | –    | –      | 1      | 1      |
|       | Vereinigte Staaten  | –    | –      | 1      | 1      |
|       | Gesamt              | 13   | 13     | 13     | 39     |